# Negacionismo de la COVID-19

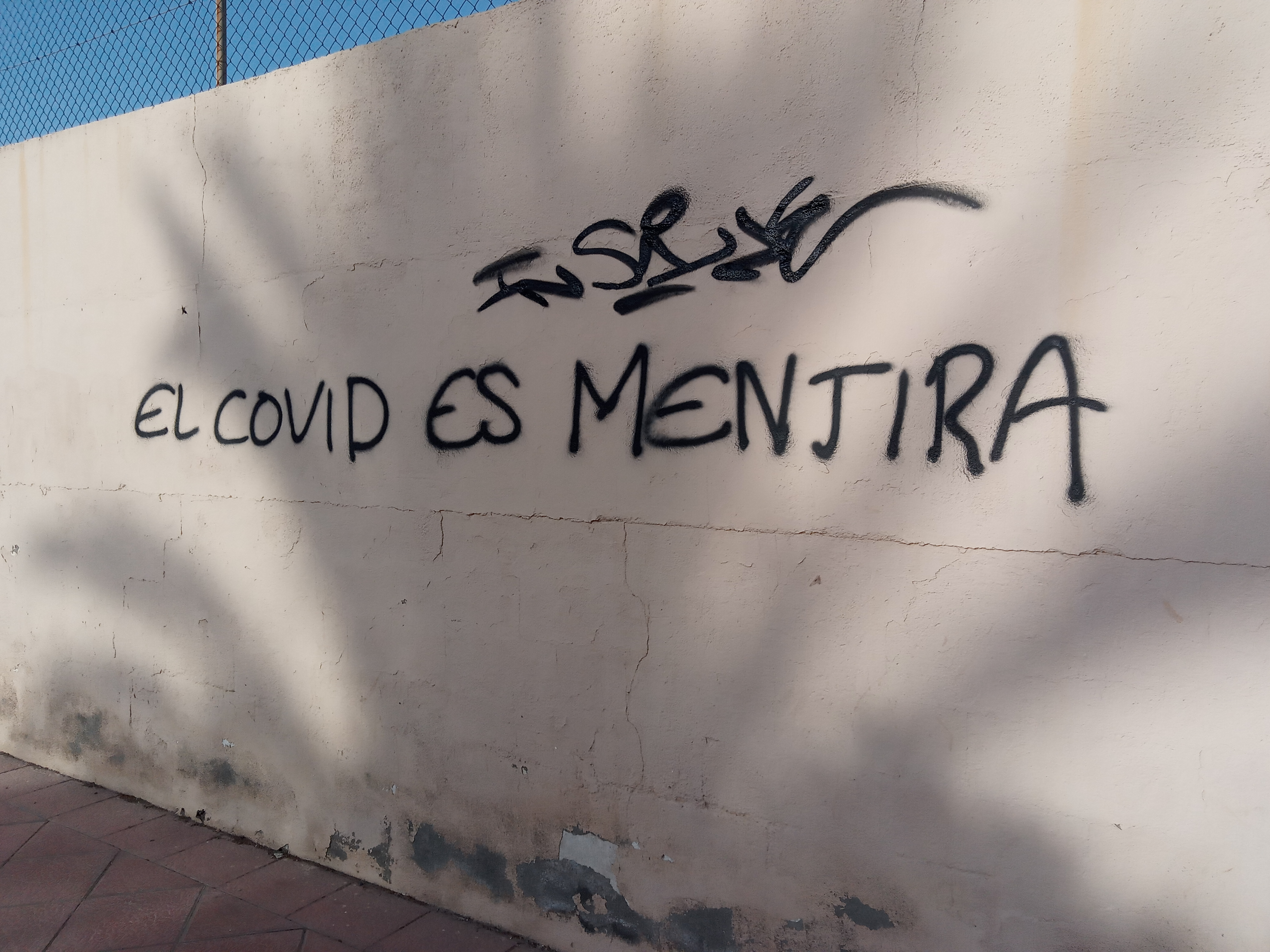
Grafiti negacionista de la COVID-19 en Andalucía (España).

El negacionismo del COVID-19 es la creencia de que la enfermedad infecciosa COVID-19 (causada por el virus SARS-CoV-2) y la pandemia que esta ha provocado en 2019 no son reales, o que el virus fue creado y liberado deliberadamente, o que los medios exageraron sobre su gravedad. 
El término también se ha utilizado para denigrar las opiniones de las personas críticas con los confinamientos y otras restricciones de libertades implementadas por los gobiernos de diferentes países.

## Concepto

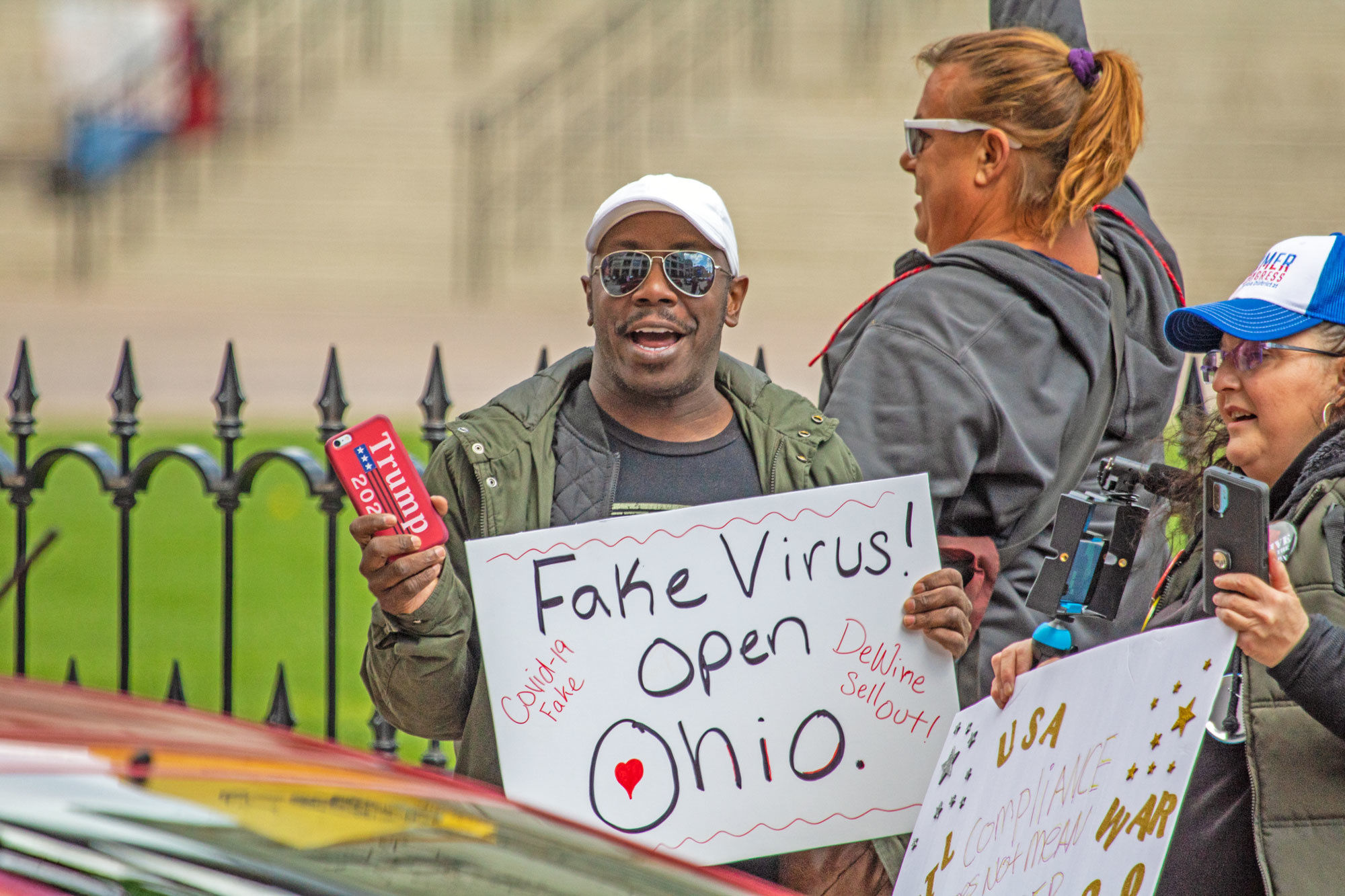
Manifestante en Ohio llevando una pancarta llamando al COVID-19 como «fake virus» (virus falso).

Algunos negacionistas rechazan directamente la existencia del COVID-19 alegando que se trata del Nuevo Orden Mundial orquestado por las élites económicas, mientras que otros aceptan que la enfermedad existe pero niegan su gravedad, asegurando que la alarma mundial está injustificada y negando los datos oficiales. Otros sostienen que el agente infeccioso fue creado en el laboratorio chino de Wuhan donde comenzó el brote, con la colaboración de gobiernos mundiales como China y EE. UU., producto de las empresas farmacéuticas o incluso del empresario multimillonario Bill Gates. Los supuestos motivos detrás de estas teorías van desde una guerra biológica entre potencias hasta una gran estrategia de publicidad. Para referirse a la pandemia, los negacionistas suelen utilizar el término "plandemia".
Por otro lado, las recomendaciones de la comunidad científica frente a la pandemia del coronavirus fueron puestas en duda por algunos líderes mundiales como el presidente Donald Trump de Estados Unidos, Jair Bolsonaro de Brasil, Mauricio Macri de Argentina y López Obrador de México, entre otros, quienes llegaron a afirmar que el virus es una pequeña gripe o resfriado que desaparecería pronto, priorizando la estabilidad de la economía sobre las medidas de aislamiento. Bolsonaro calificó la emergencia sanitaria como «histeria» o «fantasía». El presidente Donald Trump también llegó a sugerir que tenía evidencias de que el coronavirus fue fabricado en un laboratorio chino pese a que el director de Inteligencia Nacional de EE. UU., John Ratcliffe, declaró que el virus «no era artificial ni genéticamente modificado» (en 2021, sin embargo, el gobierno estadounidense ordenó una investigación para aclarar la idea del origen en laboratorio, después de recibir informes que no descartaban este origen como posible). Antonio Pappalardo, exgeneral de los carabineros de Italia apareció en unas manifestantes en contra del gobierno de Giuseppe Conte, declarando que «el problema de nuestro planeta no es esta especie de estúpida gripe llamada coronavirus, utilizada por las grandes potencias para someternos. Son las radiaciones electromagnéticas, hay demasiados radares, demasiadas antenas».
En Austria, un vídeo de manifestantes climáticos en Viena fue falsamente atribuido a supuestos fallecidos por COVID-19 moviéndose.
En Alemania, en múltiples ocasiones se ha afirmado de manera errónea en Internet que el gobierno alemán y el Instituto Robert Koch han reconocido la inexistencia del COVID.
En Bolivia, algunas autoridades ligadas al partido Movimiento Al Socialismo como la exdiputada Juana Quispe afirmaron que el coronavirus era un invento de EE. UU. y del gobierno transitorio de la presidenta Jeanine Áñez para evitar la realización de las elecciones presidenciales de 2020; del mismo modo, el líder indígena Felipe Quispe «Mallku» declaró que el coronavirus no afectaba a los indígenas. Durante la vacunación contra el Covid-19, ciertos grupos religiosos rechazaron la vacunación esgrimiendo argumentos políticos y religiosos.
En España, la revista DSalud (recurrente promotora de desinformación) publicó un artículo afirmando erróneamente la inexistencia del COVID titulado: «No hay pruebas de la existencia del 'coronavirus chino'». El cantante español Miguel Bosé declaró que la pandemia fue «la gran mentira de los gobiernos» y una estrategia de Bill Gates para inyectar microchips a la humanidad y poder controlarla por medio de la red de telefonía 5G. Además, él y su familia rechazan que su madre Lucía Bosé falleciera por COVID, alegando que se la sedó sin diagnóstico. En junio de 2020 se realizó una manifestación antivacunas y anticoronavirus en la plaza del Callao de Madrid secundada por políticos de VOX que organizaron varias protestas. En 2021 se esparció por Internet un bulo según el cual el Ministerio de Sanidad habría admitido que el COVID no existía en un informe firmado por la directora general de Salud Pública, Pilar Aparicio. Aunque se admite que una muestra del virus aislado no se encontraba en las instalaciones del Ministerio de Sanidad, dicho virus sí fue aislado en otros laboratorios de España.
En abril de 2021, la Real Academia Española (RAE) aceptó el uso del término «covidiota» (calco del anglicismo «covidiot»), término surgido en redes sociales de Internet para referirse peyorativamente a personas que niegan de la existencia del virus, o también para quienes no cumplen con las normas establecidas por las autoridades locales para hacer frente a la pandemia.

## Galería

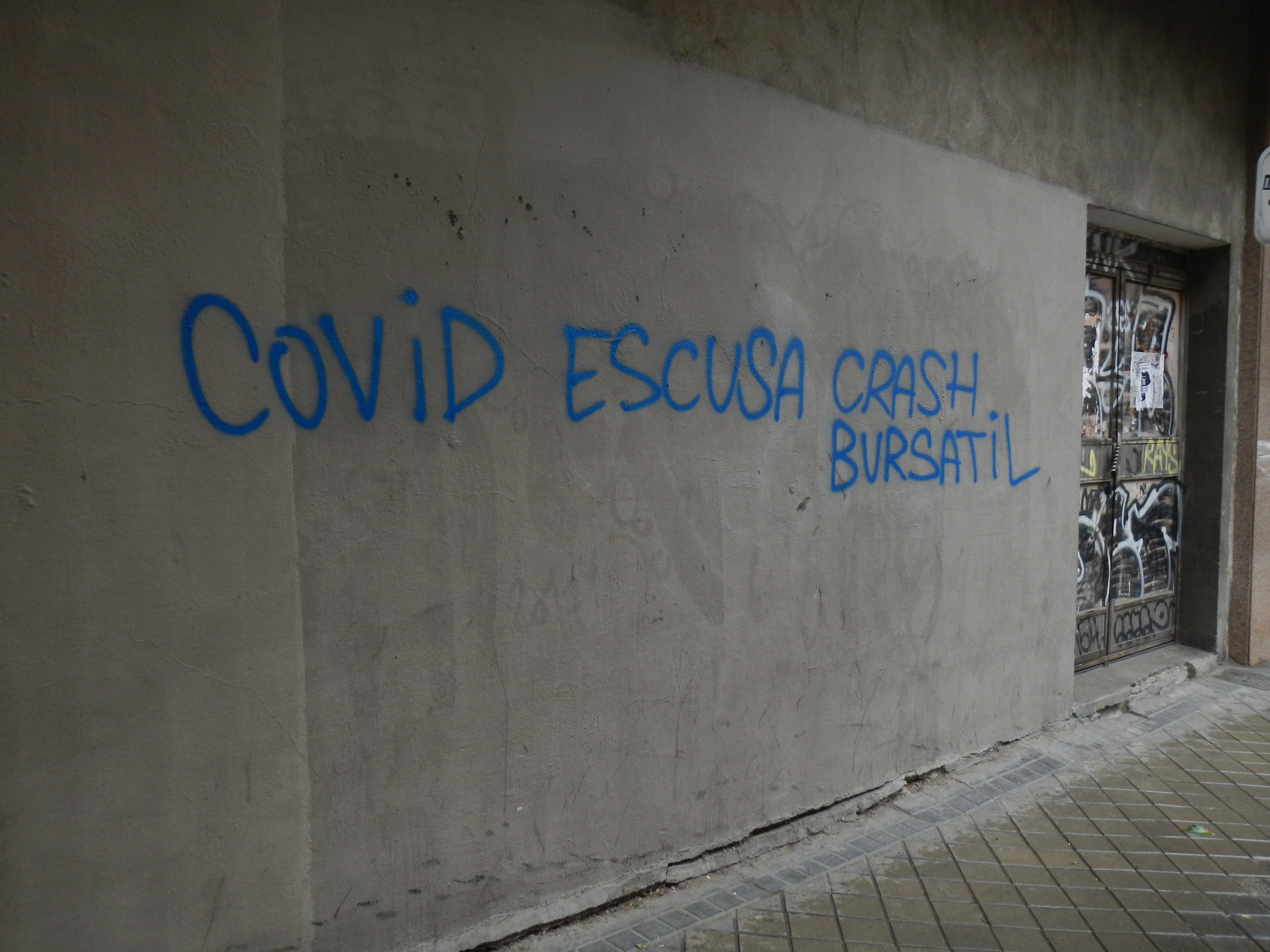
Grafiti en Madrid (España) con la frase «Covid excusa crash bursátil», en referencia a que es una excusa intencionada para desplomar la economía real.
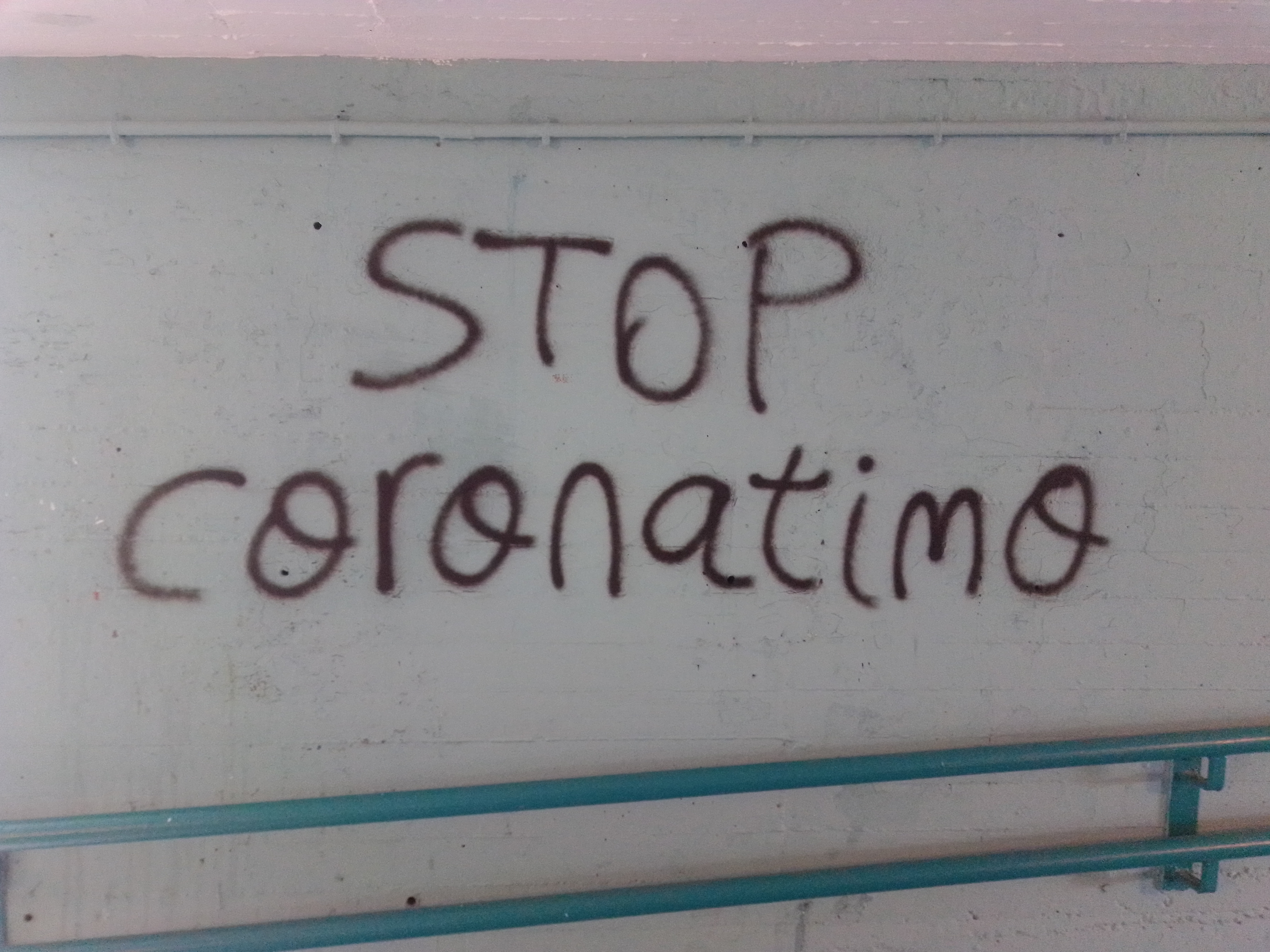
Grafiti negacionista del coronavirus en Valladolid (España).
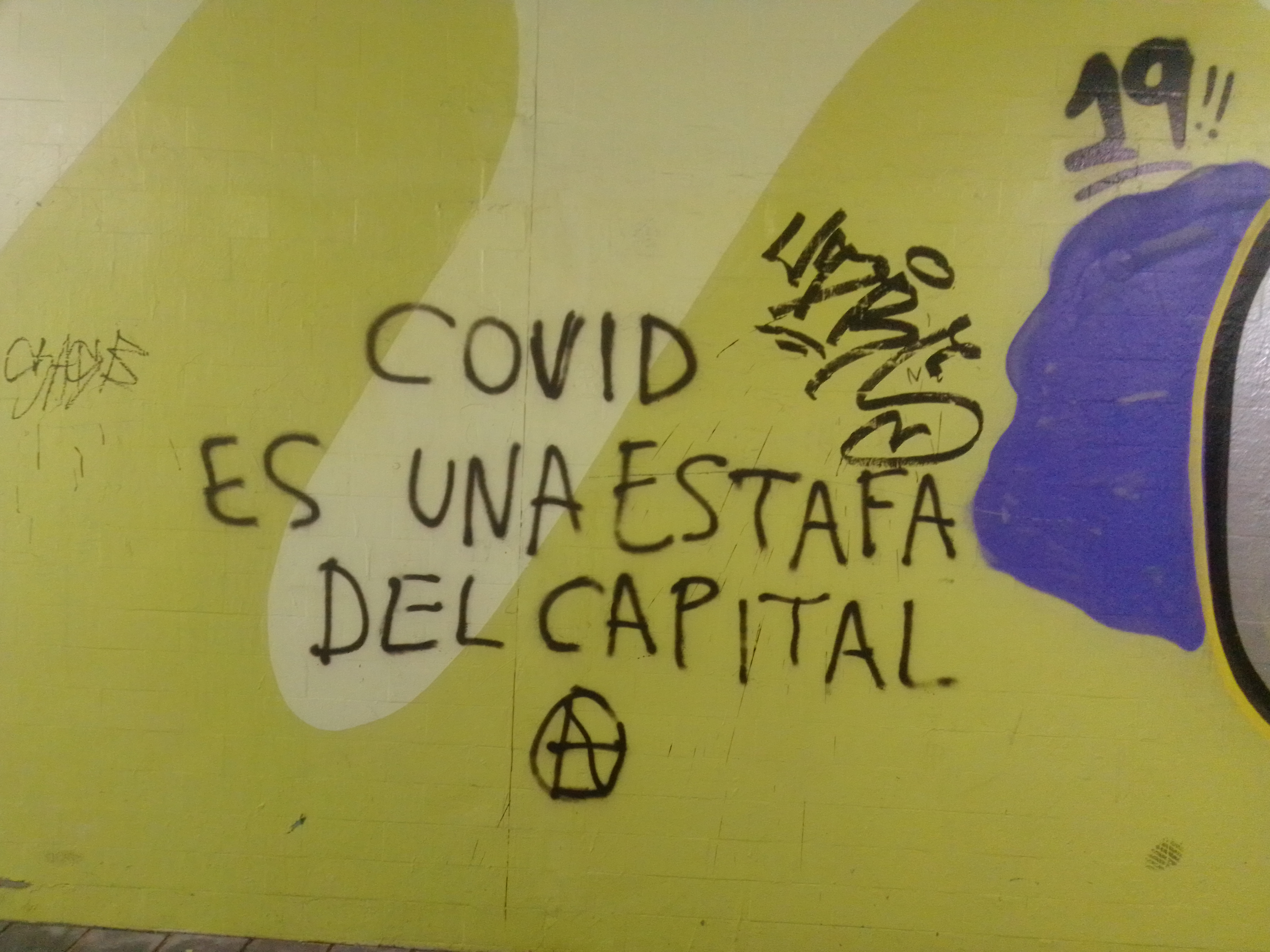
"COVID ES UNA ESTAFA DEL CAPITAL Ⓐ", grafiti anarquista
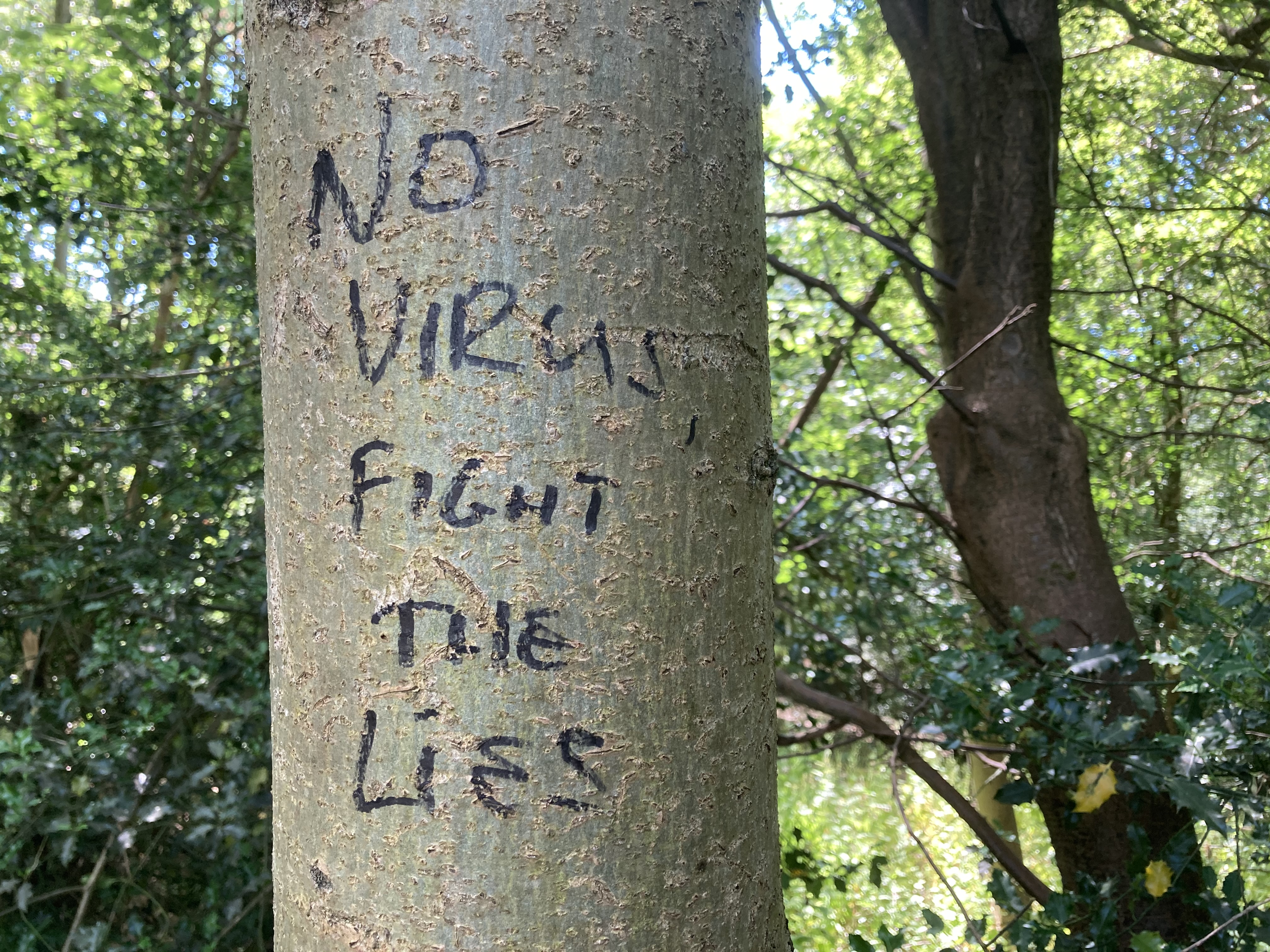
Pintada negacionista en Londres: "no (existe el) virus, lucha contra las mentiras".
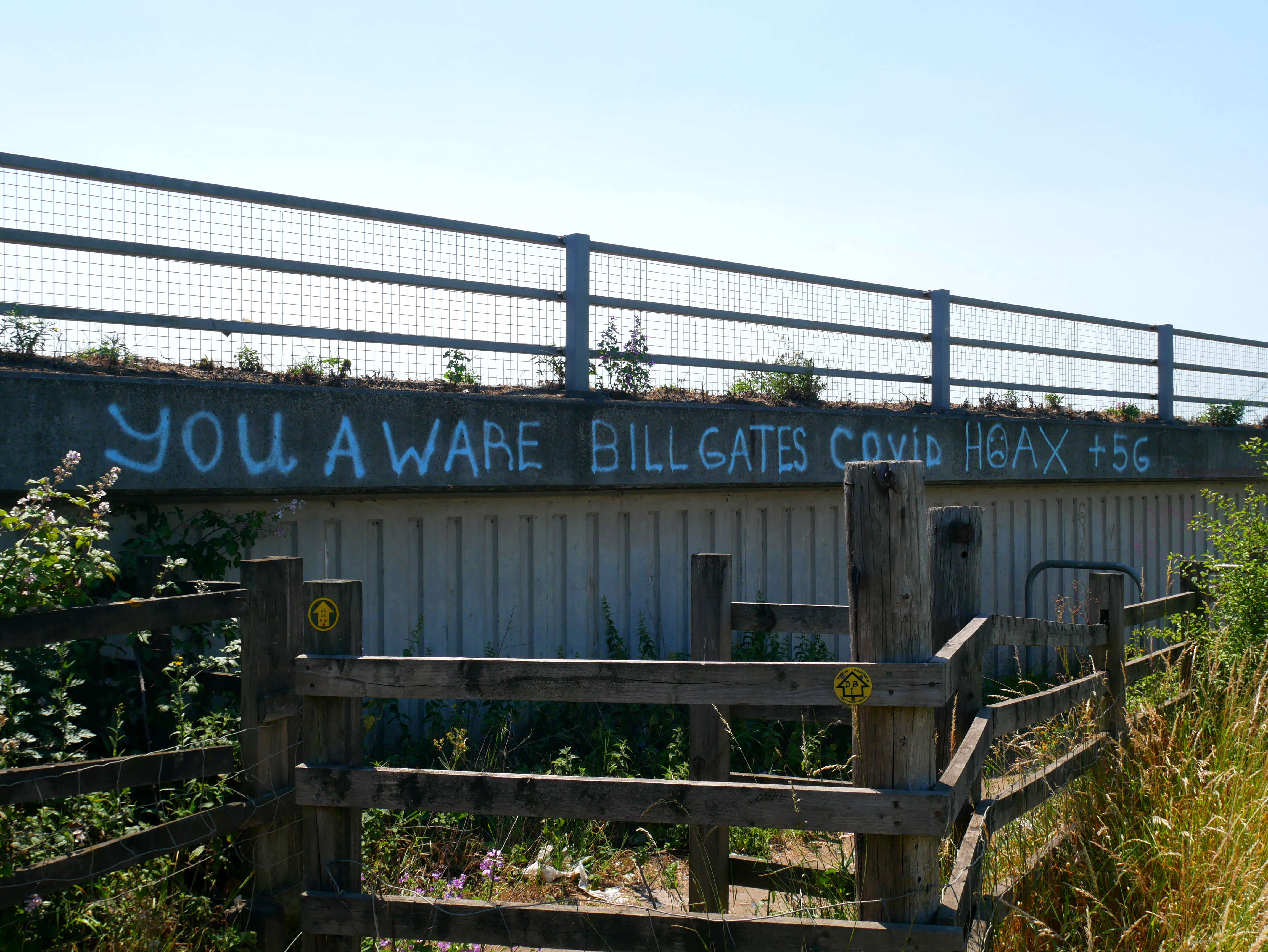
Teoría conspirativa que vincula a Bill Gates con la tecnología 5G.
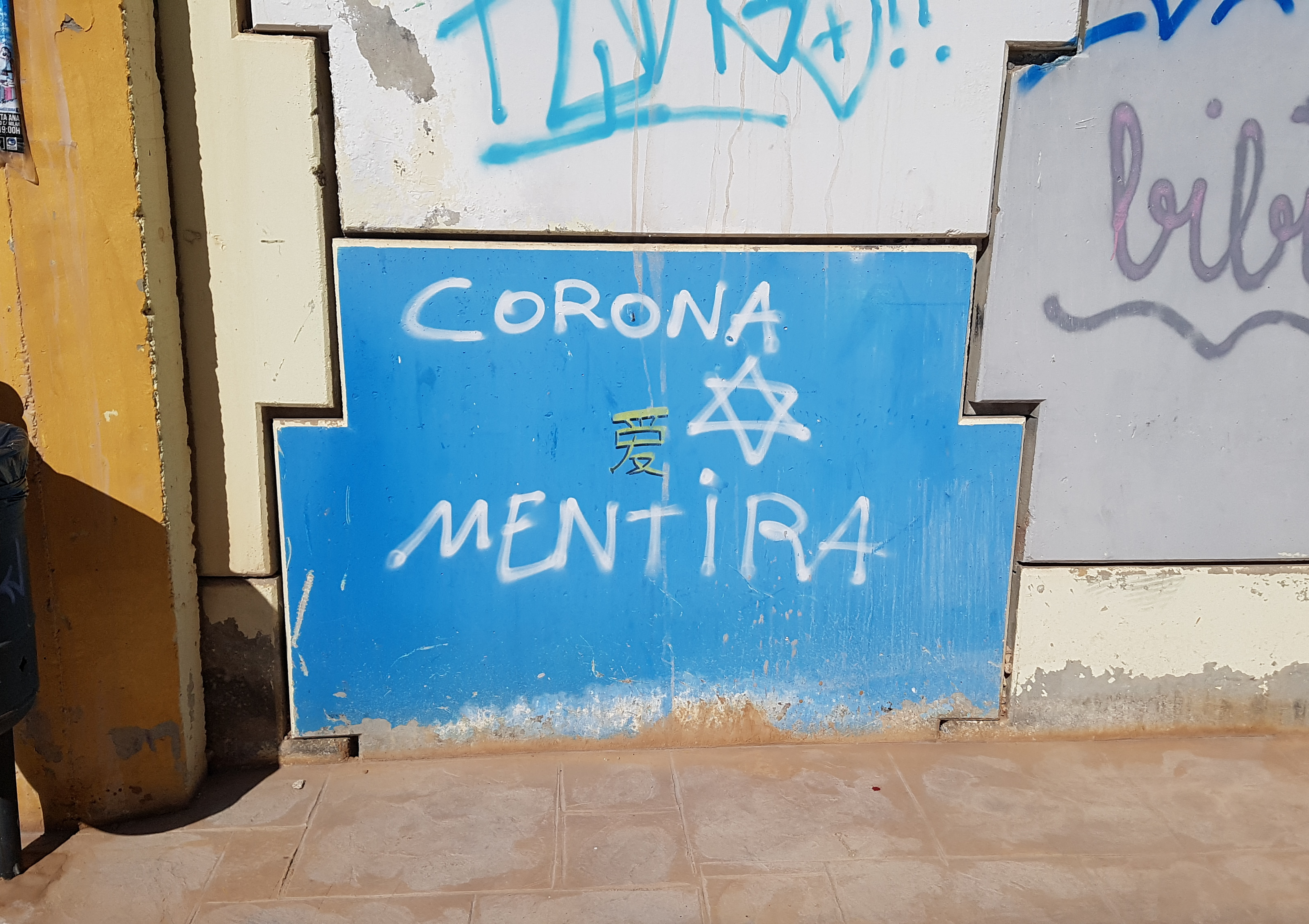
Grafiti negacionista de carácter antisemita en Cartagena (España).